# Geophis sallaei
Espèce
Statut de conservation UICN

 DD  : Données insuffisantes
Geophis sallaei  est une espèce de serpents de la famille des Dipsadidae.

## Répartition
Cette espèce est endémique de l'État d'Oaxaca au Mexique. Elle se rencontre dans la Sierra Madre del Sur.

## Description
L'holotype de Geophis sallaei mesure 300 mm dont 55 mm pour la queue. Cette espèce a la face dorsale brun sombre et la face ventrale blanc jaunâtre.

## Étymologie
Son nom d'espèce lui a été donné en l'honneur de M. Salle qui a collecté l'holotype.

## Publication originale
- Boulenger, 1894 : Catalogue of the Snakes in the British Museum (Natural History). Volume II., Containing the Conclusion of the Colubridæ Aglyphæ, p. 1-382 (texte intégral).